# Arachis pintoi
Arachis pintoi, também conhecido como amendoim forrageiro é uma espécie da família Fabaceae (Leguminosae), nativa dos Cerrados do Brasil. Essa planta é utilizada para forragem de boa qualidade, para fixação de nitrogênio no solo e possui boa tolerância ao sombreamento. É uma leguminosa perene, que se propaga através de sementes, estolão ou coroa com parte da raiz. Crescimento rasteiro, estolonífera, de 20 a 40 cm de altura. Raiz pivotante. Folhas alternas. O caule é ramificado, cilíndrico, ligeiramente achatado com entrenós curtos. A floração é indeterminada e contínua com as inflorescências axilares em espiga. O fruto desenvolve-se dentro do solo (geocárpico). Adapta-se bem em várias partes da América tropical e do Brasil, possui alta qualidade nutricional e persistência, características raras em leguminosas tropicais.
O uso do A. pintoi na agropecuária ocorre como material forrageiro em consorciação com as principais gramíneas tropicais e como cobertura verde em culturas perenes. Possui alta produção de matéria seca cuja digestibilidade pode atingir de 60% a 70% e os teores de proteína estão entre 13 a 25%. A aceitabilidade entre os animais é alta.